# Oberliga Nord
Oberliga Nord, tysk fotbollsdivision.

## Oberliga Nord 1946-1963
Oberliga Nord var den högsta fotbollsligan i norra Tyskland fram till dess att den ersattes av den rikstäckande Bundesliga inför säsongen 1963-1964. Oberliga Nord dominerades av Hamburger SV tillsammans med SV Werder Bremen och Eintracht Braunschweig. Det var också dessa lag som gick till Bundesliga 1963. Under Oberliga-perioden gick mästaren och i regel även tvåan vidare till slutspelet om det tyska mästerskapet.

### Mästare Oberliga Nord ("Norddeutscher Meister")
- 1963 Hamburger SV
- 1962 Hamburger SV
- 1961 Hamburger SV
- 1960 Hamburger SV
- 1959 Hamburger SV
- 1958 Hamburger SV
- 1957 Hamburger SV
- 1956 Hamburger SV
- 1955 Hamburger SV
- 1954 Hannover 96
- 1953 Hamburger SV
- 1952 Hamburger SV
- 1951 Hamburger SV
- 1950 Hamburger SV
- 1949 FC St. Pauli
- 1948 Hamburger SV

## Dagens Oberliga Nord
Idag är Oberliga Nord en av Tysklands division tre-ligor och kommer efter 1. Bundesliga, 2. Bundesliga och Regionalliga.